# Paulista (ort i Brasilien, Paraíba, Paulista, lat -6,59, long -37,62)
Paulista är en ort i Brasilien.   Den ligger i kommunen Paulista och delstaten Paraíba, i den östra delen av landet, 1 500 km nordost om huvudstaden Brasília. Paulista ligger 165 meter över havet och antalet invånare är 3 677.
Terrängen runt Paulista är huvudsakligen platt, men norrut är den kuperad. Runt Paulista är det glesbefolkat, med 20 invånare per kvadratkilometer.. Det finns inga andra samhällen i närheten.
Omgivningarna runt Paulista är huvudsakligen savann.